# أفضل هداف دولي في العالم 1995
قائمة هدّاف العالم لعام 1995 بحسب ما أعلن الاتحاد الدولي لتاريخ وإحصائيات كرة القدم، وجاءت القائمة لابراز الهدافين خلال العام، كما هو موضح في الجدول التالي .
| التصنيف | لاعب             | البلد      | الإجمالي | اهدافه في المنتخب | اهدافه في الاندية | النادي                       |
| ------- | ---------------- | ---------- | -------- | ----------------- | ----------------- | ---------------------------- |
| 1       | يورغن كلينسمان   | ألمانيا    | 17       | 6                 | 11                | توتنهام، بايرن ميونخ         |
| 2       | ماريو جاردل      | البرازيل   | 16       | 0                 | 16                | غريميو                       |
| 3       | إنزو فرانسيسكولي | أوروغواي   | 14       | 3                 | 11                | ريفر بليت                    |
| 4       | رودني جاك        | سانت فنسنت | 13       | 13                | 0                 | نادي ستينجر                  |
| 5       | إدموندو          | البرازيل   | 12       | 5                 | 7                 | بالميراس، فلامينغو ريغاتاس   |
| 6       | أندريه           | بولندا     | 11       | 8                 | 3                 | سبورتينغ لشبونة، أوليمبياكوس |
| 7       | دافور شوكر       | كرواتيا    | 11       | 8                 | 3                 | إشبيلية                      |
| 8       | إدواردو هورتادو  | الإكوادور  | 11       | 6                 | 5                 | إيميلك                       |
| 9       | جيانفرانكو زولا  | إيطاليا    | 11       | 6                 | 5                 | بارما                        |
| 10      | بيتر سيمش        | التشيك     | 11       | 2                 | 9                 | هراديك كرالوف                |

## مواضيع ذات صلة
- أفضل هدّاف العالم
- كرة قدم
- رياضة